# Parallelia propyrrha
Parallelia propyrrha är en fjärilsart som beskrevs av Walker 1858. Parallelia propyrrha ingår i släktet Parallelia och familjen nattflyn. Inga underarter finns listade i Catalogue of Life.